# (1774) Куликов
(1774) Куликов (лат. Kulikov) — типичный астероид главного пояса, открыт 22 октября 1968 года советским астрономом Тамарой Смирновой в Крымской астрофизической обсерватории и 25 сентября 1971 года назван в честь советского астронома Дмитрия Куликова.

## Обнаружение и именование
(1774) Куликов
Открыт 22 октября 1968 года в Научном Т. М. Смирновой.
Назван в честь покойного Дмитрия Кузьмича Куликова, специалиста в области геодезии и фундаментальной астрономии. В течение 1934—1941 годов руководил пятью геодезическими экспедициями. За свою службу во время Второй мировой войны был награждён двумя орденами Красной Звезды. В 1949—1959 годах занимал пост учёного секретаря ИТА, затем — заведующего отделом астрономического ежегодника. Работал над орбитами комет и спутника Юпитера Jup. VIII. В 1952 году был удостоен премии за свою трактовку звёздных пар Цингера.
Оригинальный текст (англ.)1774 Kulikov
Discovered 1968-10-22 by Smirnova, T. at Nauchnyj.
Named in honor of the late Dmitri Kuzmich Kulikov, specialist in geodesy and fundamental astronomy. During 1934—1941 he led five geodetic expeditions. He was decorated for his service in World War II with two Orders of the Red Star. During 1949—1959 he served as scientific secretary of I.T.A. and since then as head of the department of the astronomical yearbook. He work on the orbits of comets and Jup. VIII, In 1952, he was awarded a prize for his treatment of Zinger star pairs.
Источники: DISCOVERY.DB; M.P.C. 3185.

## Орбита

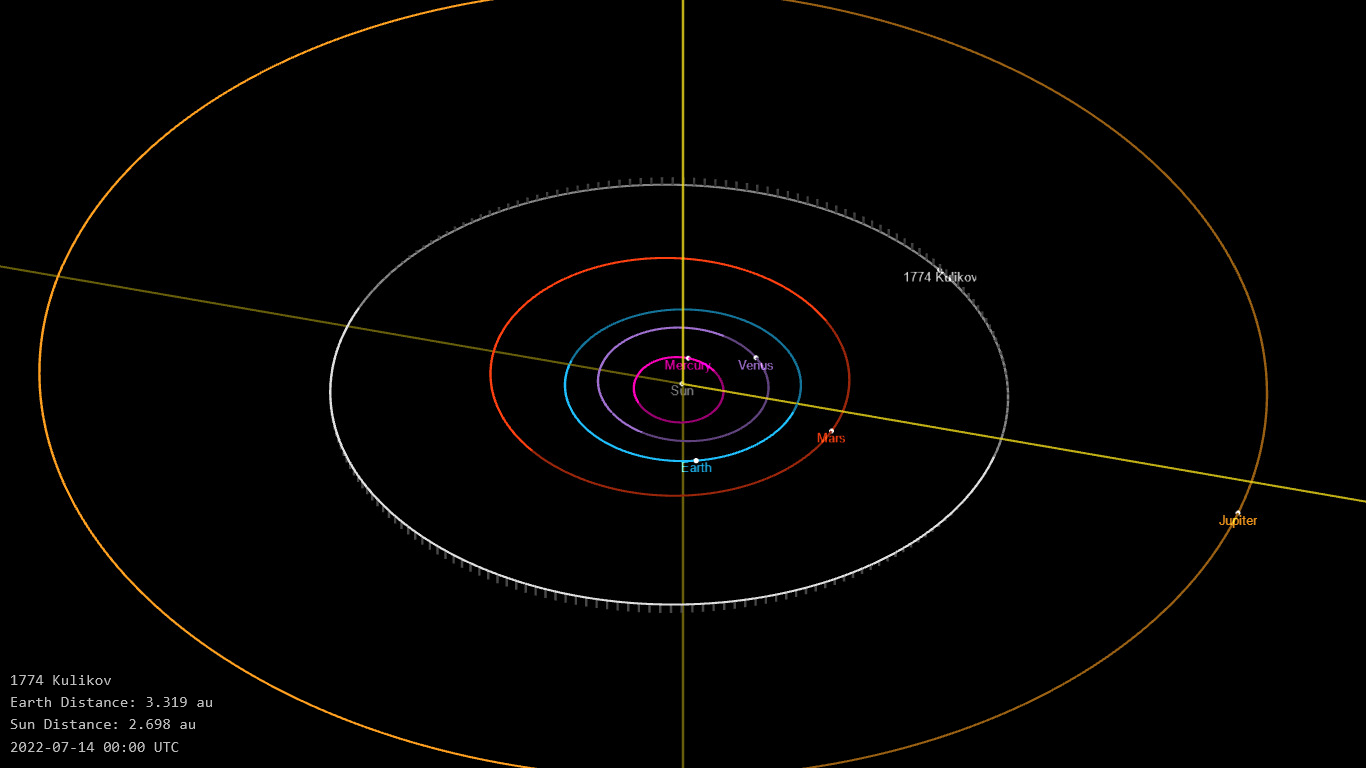
Орбита астероида Куликов и его положение в Солнечной системе

## Физические характеристики
Астероид относится к таксономическому классу S.
По результатам наблюдений в видимом и ближнем инфракрасном диапазоне космического телескопа NEOWISE диаметр астероида сначала оценивается равным 10,547±0,222 км. Согласно тем же источникам альбедо оценивается как 0,1588±0,0340 и 0,159±0,034.